# Daniel Kutty
Daniel Kutty (* 18. září 1975) je bývalý český fotbalista, obránce.

## Fotbalová kariéra
V české lize hrál za SFC Opava. Nastoupil ve 26 ligových utkáních a dal 1 gól. V nižších soutěžích hrál i za SK Železárny Třinec, FK Krnov, FC Vítkovice a Fotbal Fulnek.

## Ligová bilance
| Ročník                          | Zápasy | Góly | Klub                |
| ------------------------------- | ------ | ---- | ------------------- |
| 2. česká fotbalová liga 1993/94 | -      | 0    | FK Ostroj Opava     |
| 2. česká fotbalová liga 1999/00 | 14     | 3    | SK Železárny Třinec |
| 2. česká fotbalová liga 2000/01 | 26     | 4    | SFC Opava           |
| Gambrinus liga 2001/02          | 25     | 1    | SFC Opava           |
| 2. česká fotbalová liga 2002/03 | 17     | 1    | SFC Opava           |
| Gambrinus liga 2003/04          | 1      | 0    | SFC Opava           |
| 2. česká fotbalová liga 2003/04 | 15     | 1    | FC Vítkovice        |
| 2. česká fotbalová liga 2004/05 | 25     | 4    | FC Vítkovice        |
| CELKEM 1. česká liga            | 26     | 1    |                     |